# Redi Jupi
Redi Bashkim Jupi, né le 31 mai 1974 à Vlora, est un footballeur international et entraîneur albanais.

## Palmarès
- Champion d'Albanie en 2002 (Dinamo Tirana) et 2003 (SK Tirana).